# Католицька церква в Лесото
Като́лицька це́рква в Лесо́то — найбільша християнська конфесія Лесото. Складова всесвітньої Католицької церкви, яку очолює на Землі римський папа. Керується конференцією єпископів. Станом на 2004 рік у країні нараховувалося близько 971 000 католиків (53,62% від усього населення). Існувало 4 діоцезій, які об'єднували 86 церковних парафій.  Кількість  священиків — 147 (з них представники секулярного духовенства — 67, члени чернечих організацій — 80), постійних дияконів — 0, монахів — 150, монахинь — 653.